# Cyrillopsis paraensis
Cyrillopsis paraensis är en tvåhjärtbladig växtart som beskrevs av Kuhlmann. Cyrillopsis paraensis ingår i släktet Cyrillopsis och familjen Ixonanthaceae. Inga underarter finns listade i Catalogue of Life.